# Drenovets
Drenovets (bulgariska: Дреновец) är ett distrikt i Bulgarien.   Det ligger i kommunen Obsjtina Ruzjintsi och regionen Vidin, i den nordvästra delen av landet, 110 km norr om huvudstaden Sofia.
Trakten runt Drenovets består till största delen av jordbruksmark. Runt Drenovets är det ganska glesbefolkat, med 30 invånare per kvadratkilometer.